# Korte Steigerstraat
De Korte Steigerstraat is een straat in de stad Zaltbommel in de Nederlandse provincie Gelderland. De straat loopt vanaf de Waalkade tot de Gasthuisstraat en de Oude Vischmarkt die in het verlengde ligt met deze straat. Zijstraat van de Korte Steigerstraat is de Lange Steigerstraat. De straat is ongeveer 140 meter lang. Aan de Korte Steigerstraat bevinden zich een aantal rijksmonumentale huizen. Ook bevindt zich aan de Korte Steigerstraat 11 de Gereformeerde Kerk "Eben Haezer" uit 1900, met ernaast op nummer 9 het gemeenschapshuis.

## Fotogalerij

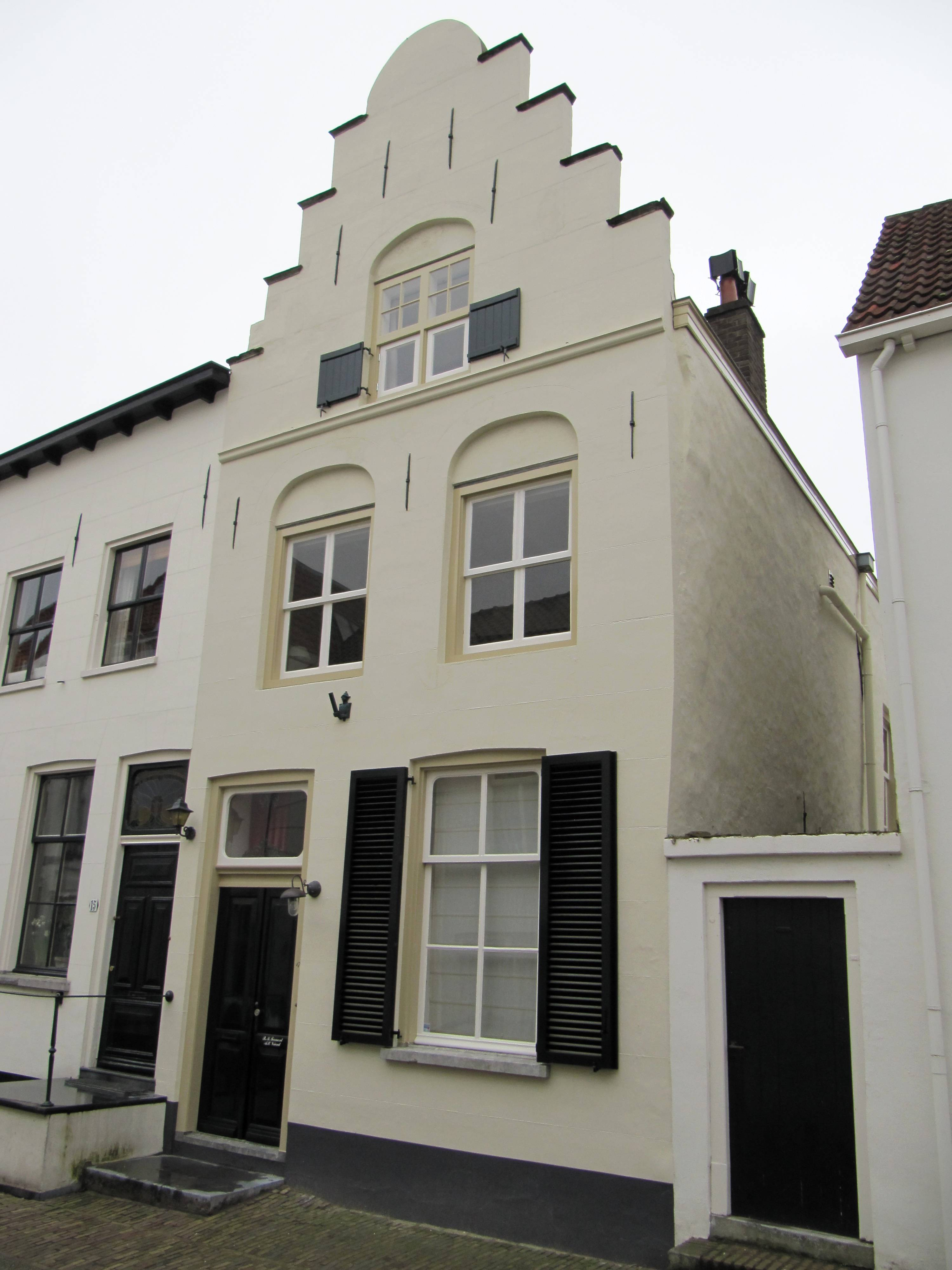
Korte Steigerstraat 17 (rijksmonument)

Boschstraat ·
De Virieusingel ·
Gamerschestraat ·
Gasthuisstraat ·
Kerkplein ·
Kerkstraat · 
Korte Steigerstraat ·
Korte Strikstraat ·
Lange Steigerstraat · 
Markt ·
Nieuwstraat ·
Nonnenstraat ·
Oliemolen ·
Oliestraat ·
Steenweg ·
Tolstraat · 
Vismarkt · 
Waalkade · 
Waterstraat · 
Zandstraat